# Donne e veleni
Donne e veleni (Sleep, My Love) è un film del 1948 diretto da Douglas Sirk.
È un film noir statunitense con Claudette Colbert, Robert Cummings e Don Ameche, basato sul romanzo del 1946 Sleep, My Love di Leo Rosten pubblicato per la prima volta a puntate sulla rivista Collier.

## Trama
Alison Courtland, una ricca newyorkese, si risveglia nel vagone letto di un treno diretto a Boston senza ricordare le circostanze che l'hanno portata fin lì. Il marito Richard racconta alla polizia che la moglie lo ha minacciato di morte e poi lo ha abbandonato. Nel viaggio di ritorno a casa, Alison conosce Bruce Elcott, che s'innamora di lei.
Richard, deciso a sbarazzarsi della moglie, la convince a farsi visitare da uno psichiatra. Questi, Charles Vernay, in realtà non è un medico, ma un complice che deve spingere Alison al suicidio. Un giorno Bruce Elcott arriva appena in tempo per salvare Alison che, sotto ipnosi, sta per gettarsi dal balcone della sua casa.
Successivamente Richard droga Alison e la spinge a uccidere Vernay, divenuto un pericoloso testimone. Vernay reagisce uccidendo Richard e poi, inseguito da Bruce Elcott che ha scoperto il loro progetto criminale, muore precipitando attraverso un lucernario. Alison ricomincerà una nuova vita con Bruce.

## Produzione
Il film, diretto da Douglas Sirk su una sceneggiatura di Leo Rosten, St. Clair McKelway e, non accreditati, Decla Dunning e Cy Endfield con il soggetto dello stesso Rosten (autore del romanzo), fu prodotto da Ralph Cohn, Charles Rogers e Mary Pickford per la Triangle Production e girato negli Hal Roach Studios a Culver City, in California, dal maggio all'agosto 1947 con un budget stimato in 1,8 milioni di dollari.

## Distribuzione
Il film fu distribuito con il titolo Sleep, My Love negli Stati Uniti dal 18 febbraio 1948 (l'anteprima si tenne a Los Angeles il 27 gennaio) al cinema dalla United Artists.
Altre distribuzioni:
- in Svezia il 6 maggio 1948 (Sov, min älskling!)
- in Francia il 16 marzo 1949 (L'homme aux lunettes d'écaille)
- in Portogallo il 13 giugno 1949 (Sonha Meu Amor)
- in Germania Ovest il 3 novembre 1950 (Schlingen der Angst)
- in Spagna il 5 marzo 1951 (Pacto tenebroso)
- in Finlandia il 31 agosto 1951 (Pisara myrkkyä)
- in Austria il 27 novembre 1951 (Schlingen der Angst)
- in Danimarca l'8 dicembre 1952 (...før det dages)
- in Grecia (Koimisou, agapi mou)
- in Messico (Paco tenebroso)
- in Brasile (Sonha, Meu Amor)
- in Italia (Donne e veleni)

## Critica
Secondo il Morandini il film è un "noir che appartiene al filone del thriller coniugale" che si fa notare per le ambientazioni e per il livello di suspense. Secondo Leonard Maltin il film racconta una "vicenda ordinaria con un cast eccellente".

## Promozione
La tagline è: "...the most terrifying words a man ever whispered to a woman!".